# وزیر گودو
گودو یک مقام گوگوریو بود که مقام بیریوبوجانگ را در امپراتوری گوگوریو بر عهده داشت.

## حرفه
او به ترتیب به امپراتور جومونگ و پادشاه تموشین خدمت کرد و مقام ریاست بیریوبو را بر عهده داشت. در دوران تصدی خود، اموال و کنیزان مردم را به سرقت برد که این امر خشم عمومی را برانگیخت و سرانجام پس از ۳۲ سال از سمت خود به عنوان رئیس اداره بیریو برکنار شد. پس از آن، او برای طلب بخشش به دیدن چو بال-سو، که به تازگی سمت رئیس اداره بیریو را بر عهده گرفته بود، رفت و آنها با هم دوست شدند.